# سيلفر ميتيور

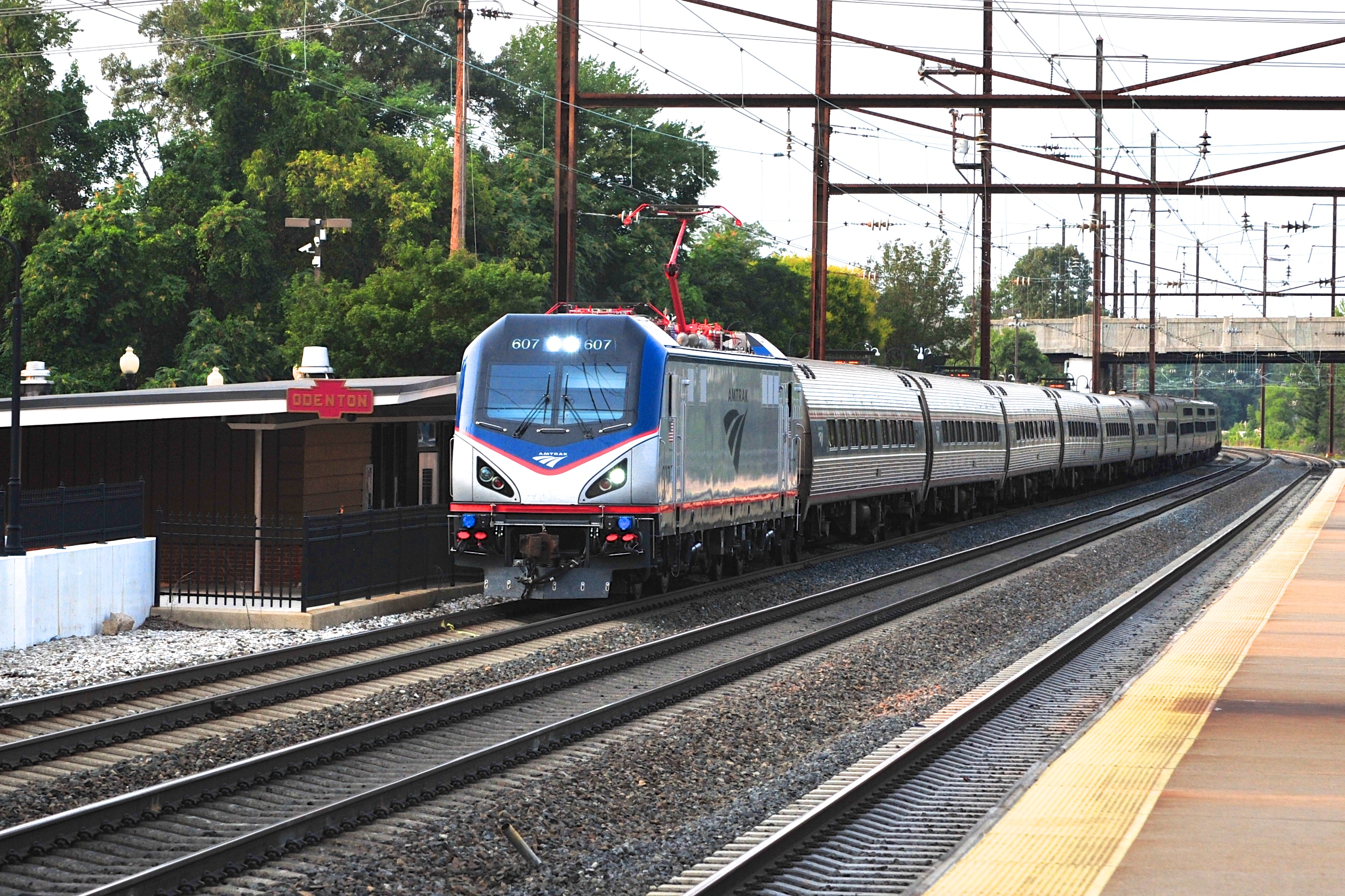

سيلفر ميتيور (بالإنجليزية: Silver Meteor)‏ هو قطار ركاب يعمل بالديزل تم تقديمه عام 1939. تُديره شركة أمتراك بين مدينة نيويورك وميامي بولاية فلوريدا.<ref>Silver Meteor | Amtrak Guide<ref>